# Parrocchie della diocesi di Belluno-Feltre

Mappa delle sei convergenze foraniali

Le parrocchie della diocesi di Belluno-Feltre sono 158 e sono distribuite in comuni e frazioni appartenenti alla sola provincia di Belluno.

## Convergenze foraniali
Dal 12 settembre 2018 la diocesi è organizzata sperimentalmente in 6 "convergenze foraniali".

### Convergenza foraniale di Ampezzo-Cadore-Comelico
Comprende le parrocchie dei comuni di Auronzo di Cadore, Borca di Cadore, Calalzo di Cadore, Cibiana di Cadore, Comelico Superiore, Cortina d'Ampezzo, Danta di Cadore, Domegge di Cadore, Lorenzago di Cadore, Lozzo di Cadore, Ospitale di Cadore, Perarolo di Cadore, Pieve di Cadore, San Nicolò di Comelico, San Pietro di Cadore, San Vito di Cadore, Santo Stefano di Cadore, Valle di Cadore, Vigo di Cadore e Vodo di Cadore. Deriva dall'unione della forania di Pieve di Cadore con il decanato di Cortina d'Ampezzo e la forania del Comelico. Include gran parte del territorio dell'arcidiaconato del Cadore. La popolazione del territorio ammonta a 36.079 unità. 
| Parrocchia              | Patrono                          | Comune                  | Frazione/Quartiere | Popolazione | Web                                              |
| ----------------------- | -------------------------------- | ----------------------- | ------------------ | ----------- | ------------------------------------------------ |
| Auronzo - Villagrande   | Santa Giustina                   | Auronzo di Cadore       | Villagrande        | 1.550       |                                                  |
| Auronzo - Villanova     | Beata Vergine Regina Pacis       | Auronzo di Cadore       | Villanova          | 1.085       |                                                  |
| Auronzo - Villapiccola  | San Lucano                       | Auronzo di Cadore       | Villapiccola       | 840         |                                                  |
| Borca di Cadore         | Santi Simone e Taddeo apostoli   | Borca di Cadore         | centro             | 825         |                                                  |
| Calalzo                 | San Biagio                       | Calalzo di Cadore       | centro             | 2.245       | https://parrocchiadicalalzodicadore.blogspot.it/ |
| Campolongo              | San Giacomo apostolo             | Santo Stefano di Cadore | Campolongo         | 945         |                                                  |
| Candide                 | Santa Maria Assunta              | Comelico Superiore      | Candide            | 950         |                                                  |
| Cibiana di Cadore       | San Lorenzo Martire              | Cibiana di Cadore       | centro             | 435         |                                                  |
| Cortina d'Ampezzo       | Santi Filippo e Giacomo apostoli | Cortina d'Ampezzo       | centro             | 6.050       |                                                  |
| Costalissoio            | Santissima Trinità               | Santo Stefano di Cadore | Costalissoio       | 485         |                                                  |
| Costalta                | Sant'Anna                        | San Pietro di Cadore    | Costalta           | 470         |                                                  |
| Danta di Cadore         | Santi Rocco e Sebastiano         | Danta di Cadore         | centro             | 513         |                                                  |
| Domegge di Cadore       | San Giorgio                      | Domegge di Cadore       | centro             | 1.545       |                                                  |
| Dosoledo                | San Rocco                        | Comelico Superiore      | Dosoledo           | 462         |                                                  |
| Lorenzago di Cadore     | Santi Ermagora e Fortunato       | Lorenzago di Cadore     | centro             | 565         |                                                  |
| Lozzo di Cadore         | San Lorenzo                      | Lozzo di Cadore         | centro             | 1.390       |                                                  |
| Nebbiù di Cadore        | San Bartolomeo apostolo          | Pieve di Cadore         | Nebbiù             | 330         |                                                  |
| Ospitale di Cadore      | Santissima Trinità               | Ospitale di Cadore      | centro             | 290         |                                                  |
| Padola                  | San Luca                         | Comelico Superiore      | Padola             | 936         |                                                  |
| Pelos di Cadore         | San Bernardino da Siena          | Vigo di Cadore          | Pelos              | 360         |                                                  |
| Perarolo di Cadore      | San Nicolò                       | Perarolo di Cadore      | centro             | 385         |                                                  |
| Pieve di Cadore         | Santa Maria Nascente             | Pieve di Cadore         | centro             | 1.470       |                                                  |
| Pozzale                 | San Tommaso apostolo             | Pieve di Cadore         | Pozzale            | 520         |                                                  |
| San Nicolò di Comelico  | San Nicolò                       | San Nicolò di Comelico  | centro             | 398         |                                                  |
| San Pietro di Cadore    | San Pietro apostolo              | San Pietro di Cadore    | centro             | 1.310       |                                                  |
| San Vito di Cadore      | Santi Vito, Modesto e Crescenzia | San Vito di Cadore      | centro             | 1.850       |                                                  |
| Santo Stefano di Cadore | Santo Stefano                    | Santo Stefano di Cadore | centro             | 1.235       |                                                  |
| Tai di Cadore           | San Candido                      | Pieve di Cadore         | Tai di Cadore      | 1.510       |                                                  |
| Valle di Cadore         | San Martino                      | Valle di Cadore         | centro             | 1.480       |                                                  |
| Vallesella              | San Vigilio                      | Domegge di Cadore       | Vallesella         | 1.050       |                                                  |
| Venas di Cadore         | San Marco                        | Valle di Cadore         | Venas di Cadore    | 505         |                                                  |
| Vigo di Cadore          | San Martino Vescovo              | Vigo di Cadore          | centro             | 1.155       |                                                  |
| Vodo di Cadore          | Santa Lucia                      | Vodo di Cadore          | centro             | 940         |                                                  |

### Convergenza foraniale di Longarone-Zoldo-Alpago-Ponte nelle Alpi
Comprende le parrocchie dei comuni di Alpago, Chies d'Alpago, Longarone, Ponte nelle Alpi, Soverzene, Tambre, Val di Zoldo e Zoppè di Cadore; alla parrocchia di Longarone appartiene anche la frazione di Casso, in comune di Erto e Casso (il cui territorio è invece perlopiù compreso nella diocesi di Concordia-Pordenone). Deriva dall'unione della forania di Longarone e Zoldo con la forania dell'Alpago. La popolazione del territorio ammonta a 27.353 unità.
| Parrocchia           | Patrono                          | Comune                  | Frazione/Quartiere | Popolazione | Web |
| -------------------- | -------------------------------- | ----------------------- | ------------------ | ----------- | --- |
| Borsoi               | Sant'Osvaldo                     | Tambre                  | Borsoi             | 250         |     |
| Cadola               | Santa Maria del Rosario          | Ponte nelle Alpi        | Cadola             | 3.000       |     |
| Castellavazzo        | Santi Quirico e Giulitta         | Longarone               | Castellavazzo      | 649         |     |
| Chies d'Alpago       | San Giuseppe                     | Chies d'Alpago          | centro             | 430         |     |
| Codissago            | Santa Maria Assunta              | Longarone               | Codissago          | 540         |     |
| Col di Cugnan        | San Giuseppe                     | Ponte nelle Alpi        | Col di Cugnan      | 900         |     |
| Cornei               | Santissimo Redentore             | Alpago                  | Cornei             | 650         |     |
| Dont di Zoldo        | Santa Caterina                   | Val di Zoldo            | Dont               | 475         |     |
| Farra d'Alpago       | Santi Filippo e Giacomo apostoli | Alpago                  | Farra d'Alpago     | 2.015       |     |
| Fornesighe           | San Vito                         | Val di Zoldo            | Fornesighe         | 190         |     |
| Forno di Zoldo       | Sant'Antonio abate               | Val di Zoldo            | Forno di Zoldo     | 470         |     |
| Fortogna             | San Martino                      | Longarone               | Fortogna           | 695         |     |
| Fusine               | San Nicolò                       | Val di Zoldo            | Fusine             | 480         |     |
| Goima                | San Tiziano                      | Val di Zoldo            | Chiesa             | 180         |     |
| Igne                 | San Valentino                    | Longarone               | Igne               | 590         |     |
| Lamosano             | San Lorenzo                      | Chies d'Alpago          | Lamosano           | 815         |     |
| Longarone            | Santa Maria Immacolata           | Longarone, Erto e Casso | centro e Casso     | 2.500       |     |
| Mareson              | San Valentino                    | Val di Zoldo            | Mareson            | 280         |     |
| Pieve d'Alpago       | Santa Maria del Rosario          | Alpago                  | Pieve d'Alpago     | 1.450       |     |
| Pieve di Zoldo       | San Floriano                     | Val di Zoldo            | Pieve              | 1.235       |     |
| Podenzoi             | San Rocco                        | Longarone               | Podenzoi           | 259         |     |
| Polpet               | Santa Maria Nascente             | Ponte nelle Alpi        | Polpet             | 3.900       |     |
| Puos d'Alpago        | San Bartolomeo apostolo          | Alpago                  | Puos d'Alpago      | 1.100       |     |
| Quantin              | Santi Angeli Custodi             | Ponte nelle Alpi        | Quantin            | 325         |     |
| Santa Croce del Lago | Santa Croce                      | Alpago                  | Santa Croce        | 315         |     |
| Sitran-Bastia        | Sant'Andrea apostolo             | Alpago                  | Sitran e Bastia    | 715         |     |
| Soverzene            | San Lorenzo                      | Soverzene               | centro             | 380         |     |
| Spert                | San Floriano                     | Alpago                  | Spert              | 635         |     |
| Tambre               | Santi Ermagora e Fortunato       | Tambre                  | centro             | 1.070       |     |
| Tignes               | San Martino                      | Alpago                  | Tignes e Paludi    | 600         |     |
| Zoppè di Cadore      | Sant'Anna                        | Zoppè di Cadore         | centro             | 260         |     |

### Convergenza foraniale di Belluno
Comprende le parrocchie dei comuni di Belluno (ad eccezione della parrocchia di Orzes) e Limana. La popolazione del territorio ammonta a 44.131 unità.
| Parrocchia                       | Patrono                       | Comune  | Frazione/Quartiere | Popolazione | Web |
| -------------------------------- | ----------------------------- | ------- | ------------------ | ----------- | --- |
| Antole-Sois                      | Santa Maria Assunta           | Belluno | Antole e Sois      | 1.700       |     |
| Belluno - Borgo Piave            | San Nicolò                    | Belluno | Borgo Piave        | 1.600       |     |
| Belluno - Cavarzano              | Santi Quirico e Giulitta      | Belluno | Cavarzano          | 5.200       |     |
| Belluno - Mussoi                 | Santa Maria Immacolata        | Belluno | Mussoi             | 4.000       |     |
| Belluno - San Gervasio           | Santi Gervasio e Protasio     | Belluno | San Gervasio       | 2.001       |     |
| Belluno - San Giovanni Bosco     | San Giovanni Bosco            | Belluno | Baldenich          | 5.500       |     |
| Belluno - Cattedrale             | San Martino                   | Belluno | centro             | 1.450       |     |
| Belluno - Santa Maria di Loreto  | Santa Maria di Loreto         | Belluno | centro             | 1.720       |     |
| Belluno - Santi Biagio e Stefano | Santi Biagio e Stefano        | Belluno | centro             | 1.650       |     |
| Bes                              | San Martino                   | Belluno | Bes                | 500         |     |
| Bolzano                          | Santi Pietro e Paolo apostoli | Belluno | Bolzano Bellunese  | 700         |     |
| Castion                          | Santa Maria Assunta           | Belluno | Castion            | 4.500       |     |
| Cusighe                          | Sant'Aronne                   | Belluno | Cusighe            | 1.645       |     |
| Levego-Sagrogna                  | Santi Tommaso e Brigida       | Belluno | Levego e Sagrogna  | 1.250       |     |
| Limana                           | Santa Giustina                | Limana  | centro             | 5.060       |     |
| Salce                            | San Bartolomeo apostolo       | Belluno | Salce              | 1.415       |     |
| Sargnano                         | San Pietro apostolo           | Belluno | Sargnano           | 1.690       |     |
| Tisoi                            | Santi Severo e Brigida        | Belluno | Tisoi              | 750         |     |
| Visome                           | Beata Vergine di Caravaggio   | Belluno | Visome             | 1.800       |     |

### Convergenza foraniale di Agordo-Livinallongo
Comprende le parrocchie dei comuni di Agordo, Livinallongo del Col di Lana, Alleghe, Canale d'Agordo, Cencenighe Agordino, Colle Santa Lucia, Falcade, Gosaldo, La Valle Agordina, Rivamonte Agordino, Rocca Pietore, San Tomaso Agordino, Selva di Cadore, Taibon Agordino, Vallada Agordina e Voltago Agordino. Deriva dall'unione della forania di Agordo con il decanato di Pieve di Livinallongo. La popolazione del territorio ammonta a 19.753 unità.
| Parrocchia               | Patrono                          | Comune                       | Frazione/Quartiere       | Popolazione | Web                                               |
| ------------------------ | -------------------------------- | ---------------------------- | ------------------------ | ----------- | ------------------------------------------------- |
| Agordo                   | Santa Maria Nascente             | Agordo                       | centro                   | 4.260       |                                                   |
| Alleghe                  | San Biagio                       | Alleghe                      | centro                   | 1.053       |                                                   |
| Arabba                   | Santi Pietro e Paolo apostoli    | Livinallongo del Col di Lana | Arabba                   | 390         |                                                   |
| Canale d'Agordo          | San Giovanni Battista            | Canale d'Agordo              | centro                   | 900         |                                                   |
| Caprile                  | San Bartolomeo apostolo          | Alleghe                      | Caprile                  | 300         |                                                   |
| Caviola                  | Beata Vergine della Salute       | Falcade                      | Caviola                  | 1.200       | Archiviato il 21 giugno 2013 in Internet Archive. |
| Cencenighe               | Sant'Antonio abate               | Cencenighe Agordino          | centro                   | 1.565       |                                                   |
| Colle Santa Lucia        | Santa Lucia                      | Colle Santa Lucia            | Villagrande              | 400         |                                                   |
| Falcade                  | San Sebastiano                   | Falcade                      | centro                   | 1.100       |                                                   |
| Frassenè                 | San Nicolò                       | Voltago Agordino             | Frassenè                 | 271         |                                                   |
| Gosaldo                  | Beata Vergine Addolorata         | Gosaldo                      | Don                      | 412         |                                                   |
| Laste                    | San Gottardo                     | Rocca Pietore                | Laste                    | 150         |                                                   |
| La Valle Agordina        | San Michele Arcangelo            | La Valle Agordina            | centro                   | 1.165       |                                                   |
| Pescul                   | Santa Fosca                      | Selva di Cadore              | Santa Fosca              | 180         |                                                   |
| Pieve di Livinallongo    | Santi Filippo e Giacomo apostoli | Livinallongo del Col di Lana | Pieve di Livinallongo    | 1.030       |                                                   |
| Rivamonte Agordino       | San Floriano                     | Rivamonte Agordino           | centro                   | 535         |                                                   |
| Rocca Pietore            | Santa Maria Maddalena            | Rocca Pietore                | centro                   | 810         |                                                   |
| San Tomaso               | San Tommaso apostolo             | San Tomaso Agordino          | centro                   | 785         |                                                   |
| Santa Maria delle Grazie | Santa Maria delle Grazie         | Rocca Pietore                | Santa Maria delle Grazie | 120         |                                                   |
| Selva di Cadore          | San Lorenzo Diacono e Martire    | Selva di Cadore              | centro                   | 325         |                                                   |
| Taibon Agordino          | Santi Cornelio e Cipriano        | Taibon Agordino              | Peden                    | 1.805       |                                                   |
| Tiser                    | San Bartolomeo apostolo          | Gosaldo                      | Tiser                    | 106         |                                                   |
| Vallada                  | San Simone apostolo              | Vallada Agordina             | centro                   | 500         |                                                   |
| Voltago                  | Santi Vittore e Corona           | Voltago Agordino             | centro                   | 391         |                                                   |

### Convergenza foraniale di Sedico-Santa Giustina
Comprende le parrocchie dei comuni di Cesiomaggiore, San Gregorio nelle Alpi, Santa Giustina, Sedico e Sospirolo e della frazione di Orzes (Belluno). Deriva dall'unione della forania di Santa Giustina con la forania di Sedico. La popolazione del territorio ammonta a 26.144 unità.
| Parrocchia              | Patrono                       | Comune                  | Frazione/Quartiere   | Popolazione | Web |
| ----------------------- | ----------------------------- | ----------------------- | -------------------- | ----------- | --- |
| Bribano                 | San Giacomo apostolo          | Sedico                  | Bribano              | 1.700       | |
| Cergnai                 | San Giacomo apostolo          | Santa Giustina          | Cergnai              | 485         | |
| Cesiomaggiore           | Santa Maria Maggiore          | Cesiomaggiore           | centro               | 1.647       | |
| Gron                    | Santo Stefano                 | Sospirolo               | Gron                 | 850         | Archiviato il 10 luglio 2013 in Internet Archive. |
| Libano                  | Santi Faustino e Giovita      | Sedico                  | Libano               | 955         | Parrocchie dei Santi Faustino e Giovite in Libàno di Sedico - BL, su webalice.it. URL consultato il 4 luglio 2023 (archiviato dall'url originale l'8 luglio 2013). |
| Mas-Peron               | San Gottardo                  | Sedico e Sospirolo      | Mas e Peron          | 1.615       | |
| Meano                   | Santa Maria Regina Pacis      | Santa Giustina          | Meano                | 1.200       | |
| Orzes                   | San Michele arcangelo         | Belluno                 | Orzes                | 735         | |
| Paderno                 | San Lucano                    | San Gregorio nelle Alpi | Paderno              | 550         | |
| Pez                     | San Rocco                     | Cesiomaggiore           | Pez                  | 1.190       | Archiviato il 19 agosto 2013 in Internet Archive. |
| Roe                     | Santa Maria Immacolata        | Sedico                  | Roe Alte e Roe Basse | 1.200       | |
| San Gregorio nelle Alpi | San Gregorio I papa           | San Gregorio nelle Alpi | centro               | 1.022       | |
| Santa Giustina          | Santa Giustina                | Santa Giustina          | centro               | 5.165       | |
| Sedico                  | Santa Maria Annunziata        | Sedico                  | centro               | 4.000       | |
| Soranzen                | San Pietro apostolo           | Cesiomaggiore           | Soranzen             | 1.245       | |
| Sospirolo               | Santi Pietro e Paolo apostoli | Sospirolo               | centro               | 2.585       | Archiviato il 10 luglio 2013 in Internet Archive. |

### Convergenza foraniale di Feltre-Lamon-Pedavena
Comprende le parrocchie dei comuni di Feltre, Pedavena, Lamon, Seren del Grappa e Sovramonte; alla parrocchia di Sanzan appartiene anche la frazione di Carpen, in comune di Setteville (il cui territorio è invece perlopiù compreso nella diocesi di Padova). Deriva dall'unione della forania di Feltre con le foranie di Pedavena e di Lamon. La popolazione del territorio ammonta a 32.851 unità.
| Parrocchia                        | Patrono                  | Comune             | Frazione/Quartiere | Popolazione | Web |
| --------------------------------- | ------------------------ | ------------------ | ------------------ | ----------- | --- |
| Anzù                              | Santa Maria del Rosario  | Feltre             | Anzù               | 735         |     |
| Arina                             | Santa Maria ad Nives     | Lamon              | Arina              | 285         |     |
| Arson                             | San Michele              | Feltre             | Arson              | 300         |     |
| Aune                              | San Pietro apostolo      | Sovramonte         | Aune               | 195         |     |
| Caupo                             | Santi Vito e Modesto     | Seren del Grappa   | Caupo              | 340         |     |
| Facen                             | San Pietro apostolo      | Pedavena           | Facen              | 460         |     |
| Faller                            | Santi Quirico e Giulitta | Sovramonte         | Faller             | 170         |     |
| Feltre - Farra                    | San Martino              | Feltre             | Farra              | 3.040       |     |
| Feltre - Sacro Cuore              | Sacro Cuore di Gesù      | Feltre             | centro-est         | 2.100       |     |
| Feltre - San Giuseppe Lavoratore  | San Giuseppe Lavoratore  | Feltre             | centro-nord        | 1.610       |     |
| Feltre - San Pietro Apostolo      | San Pietro apostolo      | Feltre             | centro storico     | 2.600       |     |
| Feltre - Santa Maria degli Angeli | Santa Maria degli Angeli | Feltre             | centro-nord        | 1.800       |     |
| Foen                              | San Pietro apostolo      | Feltre             | Foen               | 1.400       |     |
| Lamon                             | San Pietro apostolo      | Lamon              | centro             | 2.790       |     |
| Mugnai                            | San Marco evangelista    | Feltre             | Mugnai             | 1.700       |     |
| Nemeggio                          | San Michele arcangelo    | Feltre             | Nemeggio           | 380         |     |
| Norcen                            | Presentazione di Maria   | Pedavena           | Norcen             | 185         |     |
| Pedavena                          | San Giovanni Battista    | Pedavena           | centro             | 3.550       |     |
| Porcen                            | Santa Maria Maddalena    | Seren del Grappa   | Porcen             | 300         |     |
| Pren                              | San Biagio               | Feltre             | Pren               | 440         |     |
| Rasai                             | San Martino              | Seren del Grappa   | Rasai              | 1.185       |     |
| San Donato                        | San Donato vescovo       | Lamon              | San Donato         | 50          |     |
| Sanzan                            | San Giovanni Battista    | Feltre, Setteville | Sanzan             | 325         |     |
| Seren del Grappa                  | Santa Maria Immacolata   | Seren del Grappa   | centro             | 632         |     |
| Servo                             | Santa Maria Assunta      | Sovramonte         | Servo              | 259         |     |
| Sorriva                           | San Giorgio martire      | Sovramonte         | Sorriva            | 570         |     |
| Tomo                              | San Giacomo              | Feltre             | Tomo               | 750         |     |
| Travagola                         | Santissimo Salvatore     | Pedavena           | Travagola          | 405         |     |
| Valle di Seren                    | San Luigi Gonzaga        | Seren del Grappa   | Valle              | 60          |     |
| Vellai                            | Sant'Agata               | Feltre             | Vellai             | 850         |     |
| Vignui                            | San Giorgio martire      | Feltre             | Vignui             | 120         |     |
| Villabruna                        | San Giorgio martire      | Feltre             | Villabruna         | 1.315       |     |
| Villapaiera                       | San Martino              | Feltre             | Villapaiera        | 575         |     |
| Zermen                            | San Dionisio             | Feltre             | Zermen             | 1.050       |     |
| Zorzoi                            | San Zenone vescovo       | Sovramonte         | Zorzoi             | 325         |     |